# Marc Delafontaine
Marc-Abraham Delafontaine (Céligny, Ginebra, Suïssa, 31 març 1838 - 1911) fou un químic suís i co-descobridor l'holmi, juntament amb Per-Teodor Cleve i Jacques-Louis Soret.
Estudià magisteri, i el 1853 treballà de professor a l'Escola Primària de Ginebra. Alhora, prosseguí estudis a l'Acadèmia de Ginebra, on s'orientà cap a la química, sota el mestratge, entre d'altres, de Jean-Charles Galissard de Marignac (1817-1894). Fou professor de química general, de química orgànica i de mineralogia a l'Acadèmia de Ginebra.
Delafontaine s'especialitzà en les aplicacions de l'espectroscòpia en la química analítica, particularment en la toxicologia forense. En el 1870 emigrà als Estats Units, on esdevindria professor de química i toxicologia en el Col·legi Mèdic Femení de Chicago.

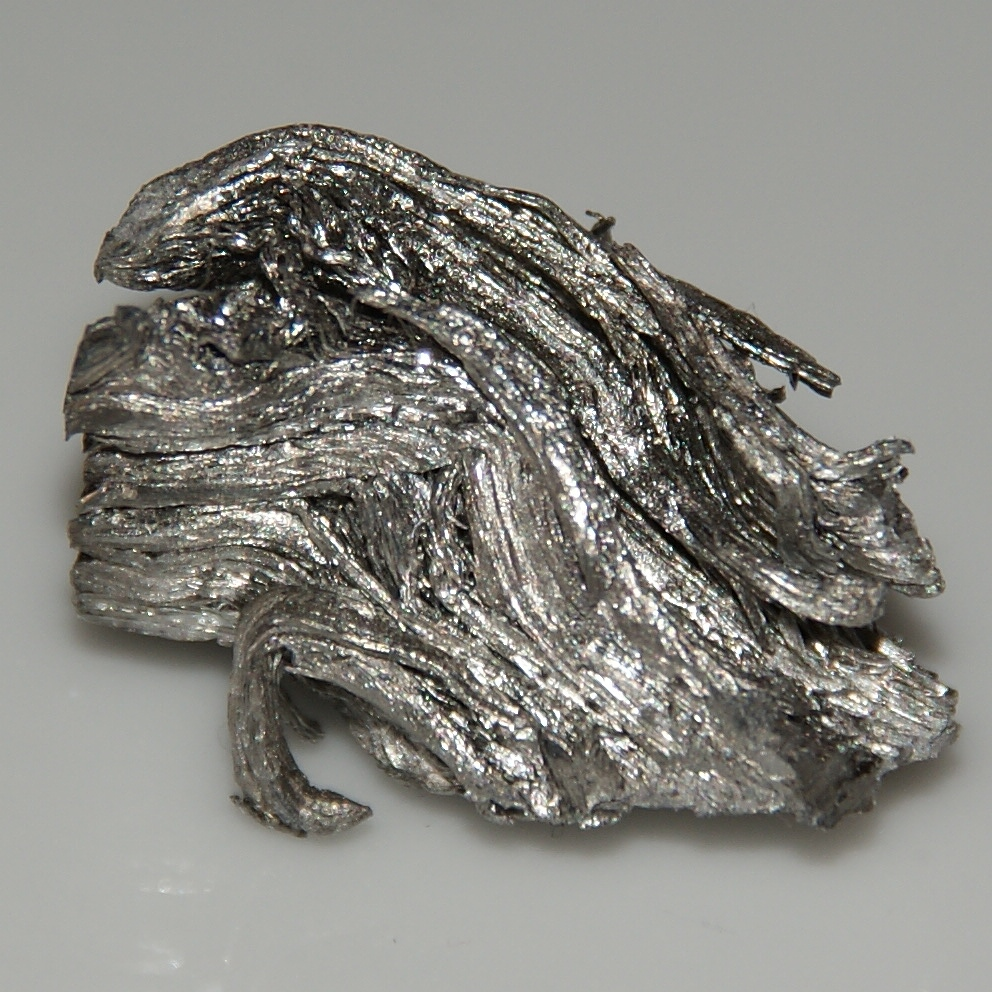
Holmi ultrapur, massa: 17 g, dimensions en cm: 1,5 × 2,5

A partir del 1874 s'interessà plenament en la recerca sobre terres rares. L'octubre del 1878 comunicà la descoberta d'una nova terra rara en el mineral gadolinita, en la qual identificà un nou element químic que anomenà filipi en honor del seu professor Philippe Plantamour (1816-1898). Delafontaine basava la descoberta en el comportament d'una línia espectral, corresponent a una longitud d'ona de 451,5 nm. Aquesta línia espectral havia estat atribuïda a l'èrbia, però segons Delafontaine aquesta atribució no es podia justificar, ja que reaccions diferents de precipitació conduïen a intensitats diferents d'aquesta línia, mentre que les altres atribuïdes a l'èrbia s'hi mantenien al mateixos nivells. Coneixedor dels estudis de Delafontaine, Jacques-Louis Soret (1827-1890) s'estimava més denominar provisionalment la “quarta terra” de la gadolinita amb la designació de X. Soret forní proves a favor d'aquest element amb un estudi sobre els espectres d'absorció ultra-violats de terres de gadolinita. Per-Teodor Cleve (1840-1905), de manera independent, treballant en la purificació de la terra èrbi, remarcà la presència d'una nova terra rara, i la denominà hòlmia, al temps que l'element corresponent rebia el nom d'holmi. Soret revisà tots aquest estudis indicant una identitat entre el seu element X, l'holmi de Cleve i el filipi de Delafontaine.